# Suzanne Santoro
Pour les articles homonymes, voir Santoro.
Suzanne Santoro née à Brooklyn en 1946 est une artiste féministe américaine installée en Italie depuis 1969.

## Biographie
Enfant, elle fréquente les musées notamment celui de Brooklyn. Elle étudie l'art à la School of Visual Arts, à New York. Elle rencontre Dore Ashton, Mel Bochner, Salvatore Scarpitta, Mark Rothko. En 1969, elle découvre avec la famille de Mark Rothko. Elle s'intéresse à l'art statuaire. Elle rejoint le mouvement Rivolta Femminile, fondé en 1970 par Carla Lonzi, Carla Accardi et Elvira Banotti. En 1974, elle publie Towards New Expression, chez Rivolta Femminile. Dans cet ouvrage Suzanne Santoro explore les drapés de la statuaire classique et propose des représentations du sexe féminin. L'ouvrage publié, Carla Lonzi exprime son malaise. En 1976, l'Institute of Contemporary Arts à Londres censure son ouvrage lors de Artist's Books exhibition. 
En 1975, Suzanne Santoro fonde la Cooperativa Beato Angelico à Rome, avec dix autres artistes italiennes, dont Carla Accardi, LeoNilde Carabba, Anna Maria Colucci, Nedda Guidi, Stephanie Oursler, Silvya Truppi. C'est le premier lieu d'exposition à Rome consacré à des femmes. La Cooperativa alterne exposition d’œuvres d'artistes contemporaines et historiques comme Artemisia Gentileschi, Elisabetta Sirani et Regina Bracchi.            
En 1984, Suzanne Santoro obtient un diplôme d'art thérapeute. Elle décide de travailler avec des enfants sourds ou autistes. De 1985 à 2009, elle est responsable de l'atelier graphique à Istituto di Ortofonologia de Rome.            
En 2013, Suzanne Santoro confie ses archives personnelles ainsi que celles liées à la Coopérativa Beato Angelico à Archivia (Archivi, Bibloteche, Centri di Documentazione delle Donne), situé à La Casa Internazionale delle Donne, à Rome.            
En 2015, la collection Verbund acquiert plusieurs œuvres de Suzanne Santoro dans le cadre de l'avant-garde féministe.

## Expositions
- Suzanne Santoro – L’immagine imprevista, Milan, 2013[7]
- The Body as Language: Women And Performance, Richard Saltoun, Londres, 2015
- Doing Deculturalization, Museo d'Arte Moderna e Contemporanea, Bolzano, 2019[8]
- Romana Loda E L'arte Delle Donne: Il Volto Sinistro Dell'arte, APALAZZOGALLERY Brescia, 2020
- Io dico Io – I say, La Galleria Nazionale, Rome, 2021

## Prix et distinctions
- Lifetime Artistic Achievement Award, International Federation of Female Artists, Casa Internazionale delle Donne, Rome, 2023